# Lough Cullin
Lough Cullin (irlandais : Loch Cuilinn) est un lac du comté de Mayo, province du Connacht en Irlande. Comme son voisin immédiat au nord, Lough Conn, il est relié à l'océan Atlantique par la rivière  Moy. 
C'est un lac peu profond avec des rochers émergents (dangereux pour la navigation) et quelques petites îles.
Lough Cullin est renommé pour la pêche au saumon et à la truite. On y pêche également la perche, le brochet, l'anguille, la tanche, le gardon...

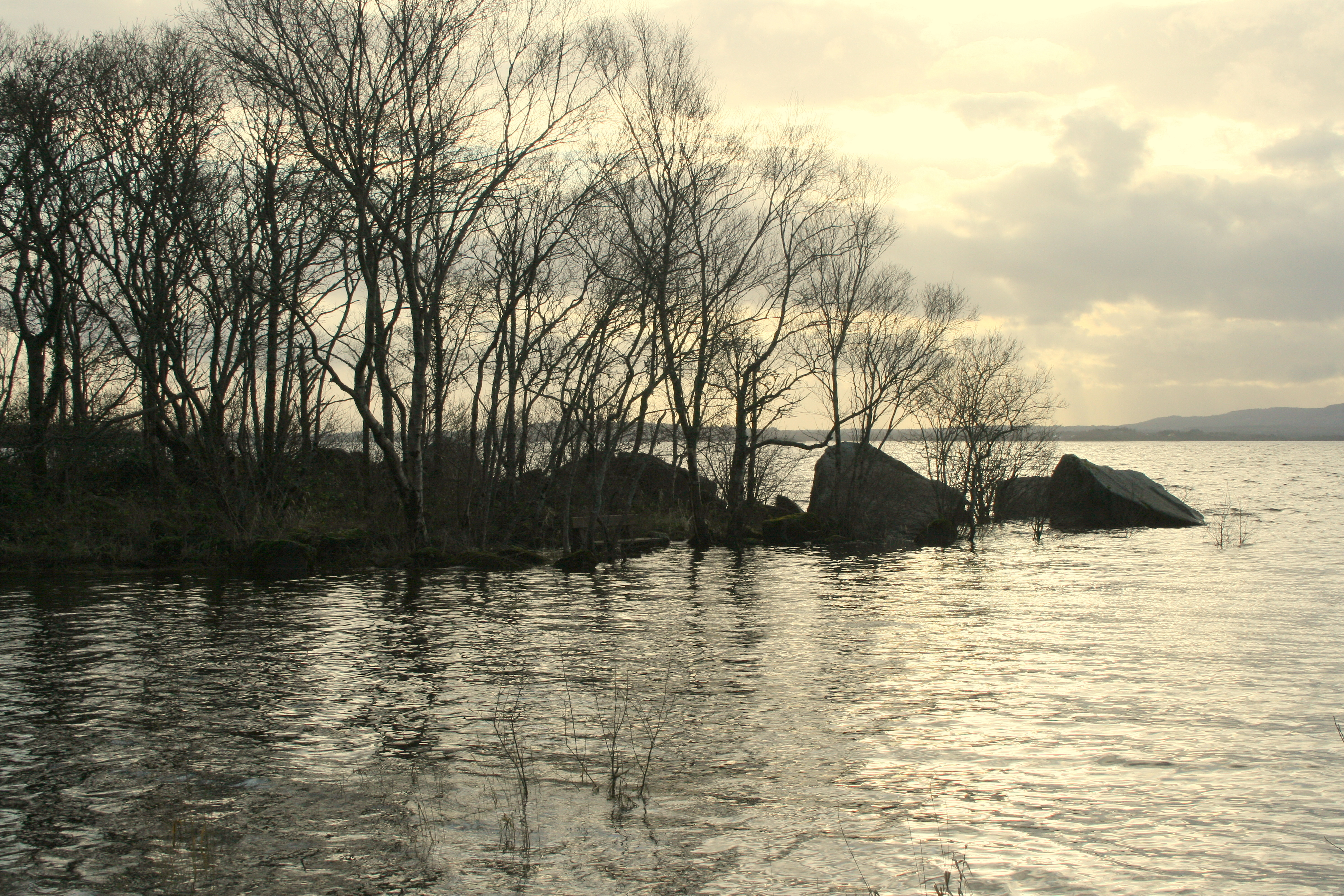
Cullin, en regardant vers le sud-ouest.

## Histoire
Dans la mythologie celtique, Lough Cullin s'est créé quand Fionn mac Cumhaill était en train de chasser avec ses chiens, Cullin et Conn. Ils ont croisé un sanglier dans un endroit sauvage. Finn et ses chiens ont décidé de le prendre en chasse. Quand le sanglier s'est sauvé, de l'eau jaillissait sous lui. Les chiens étaient devant leur maître et Conn devant Cullin. Conn poursuivit le sanglier pendant des jours, jusqu'à ce qu'un lac se formât. Le sanglier se mit alors à nager jusqu'à la rive mais Conn se noya. La même aventure est arrivée à Cullin mais dans le sud cette fois. Les deux lacs avaient trouvé leur nom : celui des chiens.
La région s'est grandement dépeuplée à l'époque de la grande famine (fin XIXe siècle).